# Isaca bipars
Isaca bipars är en insektsart som beskrevs av Walker 1857. Isaca bipars ingår i släktet Isaca och familjen dvärgstritar. Inga underarter finns listade i Catalogue of Life.